# Manchester City Football Club 2015-2016
Questa voce raccoglie le informazioni riguardanti il Manchester City Football Club nelle competizioni ufficiali della stagione 2015-2016.

## Stagione
Il club decide di riconfermare il cileno Manuel Pellegrini nel ruolo di allenatore per il terzo anno consecutivo. La sessione di mercato estiva si apre con due grandi e dispendiosi colpi: alla corte di Pellegrini arrivano infatti il trequartista belga De Bruyne dal Wolfsburg e l'attaccante inglese Sterling dai connazionali del Liverpool, rispettivamente per 75 e 62,5 milioni di euro. Il centrocampo viene puntellato con gli acquisti di Delph dall'Aston Villa e del giovane Roberts dal Fulham; mentre la difesa viene rinforzata prendendo il centrale argentino Otamendi dal Valencia per 42 milioni. A lasciare i Citizens sono invece gli attaccanti Džeko, Jovetić e Sinclair, rispettivamente in direzione Roma, Inter e Aston Villa; e i centrocampisti Marcos Lopes (direzione Monaco), Milner (rescissione contrattuale) e Lampard (di ritorno agli statunitensi del New York City dopo una stagione in prestito secco). Vengono inoltre ceduti a titolo definitivo tre centrali difensivi: il serbo Nastasić alla Schalke 04, il francese Rekik all'Olympique Marsiglia e il belga Boyata al Celtic.
In campionato il City parte forte, portandosi al comando della classifica, ottenendo cinque vittorie consecutive contro West Bromwich in trasferta (0-3), Chelsea in casa (3-0), Everton in trasferta (0-2), Watford in casa (2-0) e Crystal Palace fuori casa (0-1). Successivamente i Citizens vengono tuttavia raggiunti dai rivali del Manchester United e dall'Arsenal, in seguito alle due sconfitte consecutive contro West Ham Utd (1-2 in casa) e Tottenham (4-1 in trasferta). Dopo le vittorie casalinghe con Newcastle Utd (6-1), Bournemouth (5-1) e Norwich City (2-1), gli Sky Blues ottengono due pareggi a reti bianche contro Manchester United prima e Aston Villa dopo, per poi incassare una pesante sconfitta casalinga contro il Liverpool (1-4) perdendo così il primo posto in favore del sorprendente Leicester City di Claudio Ranieri. Con le successive sconfitte per mano di Stoke City (2-0) e Arsenal (2-1), seguite dal pareggio con la capolista Leicester City (0-0), i mancuniani si allontanano sempre di più dalla vetta della Premier League, trovandosi infatti al secondo posto a -3 dalle Foxes al termine del girone d'andata. La seconda parte di campionato si apre con tre vittorie ai danni di Watford (1-2), Crystal Palace (4-0) e Sunderland (0-1), e due pareggi con Everton (0-0) e West Ham Utd (2-2). In seguito i Citizens escono definitivamente dalla corsa al titolo perdendo lo scontro diretto con il Leicester City (1-3 in casa), per poi incassare altre due pesanti sconfitte contro Tottenham e Liverpool, intervallate dall'inutile pareggio col Newcastle Utd. Nonostante la vittoria casalinga sull'Aston Villa, la mini-crisi dei mancuniani continua con il pareggio a reti bianche col Norwich City e con la successiva sconfitta nel derby di Manchester, le quali fanno scivolare i Citizens al quarto posto. Nel mese di aprile il City si riprende mettendo a referto quattro successi consecutivi, per poi racimolare una sconfitta e due pareggi negli ultimi tre match di campionato, che tuttavia non condizionano l'arrivo al quarto posto con 66 punti conquistati.
In Champions League il Manchester City, ritrovatosi in seconda fascia, è inserito nel gruppo D con i campioni d'Italia della Juventus, gli spagnoli del Siviglia (detentori dell'Europa League) e i tedeschi del Borussia Mönchengladbach. Nonostante l'aver perso entrambi i match contro la Juventus (1-2 in casa e 1-0 in trasferta), i Citizens si classificano al primo posto del girone con 12 punti, davanti agli stessi torinesi, vincendo tutte le restanti quattro partite e approfittando della sconfitta dei piemontesi contro il Siviglia nell'ultima giornata. Negli ottavi di finale gli Sky Blues incontrano gli ucraini della Dinamo Kiev, eliminati con un risultato complessivo di 3-1. Ai quarti i Citizens affrontano i più quotati francesi del Paris-Saint Germain: il doppio confronto regala ai mancuniani uno storico passaggio alle semifinali, grazie al pareggio per 2-2 al Parco dei Principi e alla conseguente vittoria per 1-0 all'Etihad Stadium con rete di De Bruyne. In semifinale gli spagnoli del Real Madrid pareggiano a reti involate il match d'andata a Manchester, per poi imporsi al ritorno vincendo 1-0 al Bernabéu grazie all'autorete di Fernando, che condanna i Citizens all'eliminazione.
In Coppa di Lega il Manchester City esordisce nel terzo turno, sconfiggendo in trasferta il Sunderland con un netto 1-4. Nel quarto turno i Citizens eliminano il Crystal Palace in scioltezza con un 5-1 casalingo. Ai quarti gli Sky Blues si impongono sull'Hull City, vincendo 4-1 in casa. Nella doppia semifinale il City viene prima sconfitto in trasferta dall'Everton (2-1), per poi agguantare la finale vincendo 3-1 in casa nella gara di ritorno. il 26 febbraio 2016, al Wembley Stadium di Londra, i Citizens prevalgono sul Liverpool solamente ai rigori per 1-3 grazie al decisivo tiro dal dischetto realizzato da Yaya Touré (la partita si era conclusa sull'1-1 con gol di Coutinho per i Reds e di Fernandinho per gli Sky Blues). Con questa vittoria il City conquista la quarta Coppa di Lega della sua storia, a distanza di due anni dall'ultimo trionfo.
In FA Cup i Citizens sconfiggono il Norwich City in trasferta (0-3) nel terzo turno, per poi imporsi sull'Aston Villa nel turno successivo con un netto 0-4 fuori casa. Nel quinto turno i mancuniani subiscono tuttavia una sonorissima sconfitta esterna per mano del Chelsea (5-1 allo Stamford Bridge), chiudendo anzitempo l'avventura in tale manifestazione.

## Maglie e sponsor
Confermata Nike come sponsor tecnico. Lo sponsor ufficiale rimane Etihad Airways.
| Casa | Trasferta | Terza Divisa |

## Rosa
| N. |                                 | Ruolo | Calciatore                 |
| -- | ------------------------------- | ----- | -------------------------- |
| 1  | Inghilterra (bandiera)          | P     | Joe Hart                   |
| 3  | Francia (bandiera)              | D     | Bacary Sagna               |
| 4  | Belgio (bandiera)               | D     | Vincent Kompany (capitano) |
| 5  | Argentina (bandiera)            | D     | Pablo Zabaleta             |
| 6  | Brasile (bandiera)              | C     | Fernando                   |
| 7  | Inghilterra (bandiera)          | C     | Raheem Sterling            |
| 8  | Francia (bandiera)              | C     | Samir Nasri                |
| 10 | Bosnia ed Erzegovina (bandiera) | A     | Edin Džeko                 |
| 10 | Argentina (bandiera)            | A     | Sergio Agüero              |
| 11 | Serbia (bandiera)               | D     | Aleksandar Kolarov         |
| 13 | Argentina (bandiera)            | P     | Willy Caballero            |
| 14 | Costa d'Avorio (bandiera)       | A     | Wilfried Bony              |
| 15 | Spagna (bandiera)               | C     | Jesús Navas                |
| 17 | Belgio (bandiera)               | C     | Kevin De Bruyne            |
| 18 | Inghilterra (bandiera)          | C     | Fabian Delph               |
| 20 | Francia (bandiera)              | D     | Eliaquim Mangala           |
| 21 | Spagna (bandiera)               | C     | David Silva                |
| 22 | Francia (bandiera)              | D     | Gaël Clichy                |
| 25 | Brasile (bandiera)              | C     | Fernandinho                |

| N. |                           | Ruolo | Calciatore        |
| -- | ------------------------- | ----- | ----------------- |
| 26 | Argentina (bandiera)      | D     | Martín Demichelis |
| 27 | Inghilterra (bandiera)    | C     | Patrick Roberts   |
| 28 | Belgio (bandiera)         | D     | Jason Denayer     |
| 29 | Inghilterra (bandiera)    | P     | Richard Wright    |
| 30 | Argentina (bandiera)      | D     | Nicolás Otamendi  |
| 36 | Argentina (bandiera)      | C     | Bruno Zuculini    |
| 42 | Costa d'Avorio (bandiera) | C     | Yaya Touré        |
| 51 | Francia (bandiera)        | A     | David Faupala     |
| 53 | Inghilterra (bandiera)    | D     | Tosin Adarabioyo  |
| 59 | Norvegia (bandiera)       | C     | Bersant Celina    |
| 62 | Inghilterra (bandiera)    | C     | Brandon Barker    |
| 64 | Portogallo (bandiera)     | C     | Marcos Lopes      |
| 69 | Spagna (bandiera)         | D     | Angeliño          |
| 70 | Inghilterra (bandiera)    | C     | George Evans      |
| 72 | Nigeria (bandiera)        | A     | Kelechi Iheanacho |
| 75 | Spagna (bandiera)         | C     | Aleix García      |
| 76 | Spagna (bandiera)         | C     | Manuel Garcia     |
| 77 | Inghilterra (bandiera)    | D     | Cameron Humphreys |

## Calciomercato

### Sessione estiva(dall'1/7 all'1/9)
| Acquisti         | Acquisti         | Acquisti       | Acquisti                 |
| R.               | Nome             | da             | Modalità                 |
| ---------------- | ---------------- | -------------- | ------------------------ |
| C                | Kevin De Bruyne  | Wolfsburg      | definitivo (75 mln €)    |
| D                | Nicolás Otamendi | Valencia       | definitivo (42 mln €)    |
| C                | Raheem Sterling  | Liverpool      | definitivo (62,5 mln €)  |
| C                | Fabian Delph     | Aston Villa    | definitivo (11,5 mln €)  |
| C                | Patrick Roberts  | Fulham         | definitivo (7,2 mln €)   |
| A                | Enes Ünal        | Bursaspor      | definitivo (3 mln €)     |
| C                | Bruno Zuculini   | Córdoba        | fine prestito            |
| D                | Jason Denayer    | Celtic         | fine prestito            |
| D                | Matija Nastasić  | Schalke 04     | fine prestito            |
| A                | Álvaro Negredo   | Valencia       | fine prestito            |
| C                | Marcos Lopes     | Lilla          | fine prestito            |
| D                | Karim Rekik      | PSV            | fine prestito            |
| D                | Micah Richards   | Fiorentina     | fine prestito            |
| A                | John Guidetti    | Celtic         | fine prestito            |
| A                | Scott Sinclair   | Aston Villa    | fine prestito            |
| Altre operazioni |                  |                |                          |
| R.               | Nome             | da             | Modalità                 |
| P                | Billy O'Brien    | Hyde           | fine prestito            |
| C                | Seko Fofana      | Fulham         | fine prestito            |
| C                | Sinan Bytyqi     | Cambuur        | fine prestito            |
| A                | Devante Cole     | MK Dons        | fine prestito            |
| C                | George Evans     | Scunthorpe Utd | fine prestito            |
| A                | Jordy Hiwula     | Walsall        | fine prestito            |
| A                | David Faupala    | svincolato'    |                          |
| C                | Aleix García     | Villarreal     | definitivo (2 mln €)     |
| A                | Rubén Sobrino    | Ponferradina   | definitivo (0,275 mln €) |
| D                | Florian Lejeune  | Girona         | definitivo (0,3 mln €)   |
| D                | Erik Sarmiento   | Espanyol       | definitivo (0,25 mln €)  |

| Cessioni         | Cessioni           | Cessioni            | Cessioni                                                               |
| R.               | Nome               | a                   | Modalità                                                               |
| ---------------- | ------------------ | ------------------- | ---------------------------------------------------------------------- |
| D                | Jason Denayer      | Galatasaray         | prestito                                                               |
| C                | Marcos Lopes       | Monaco              | definitivo (12 mln €)                                                  |
| A                | Edin Džeko         | Roma                | prestito oneroso (4 mln €) con diritto di riscatto                     |
| A                | Álvaro Negredo     | Valencia            | definitivo (30 mln €)                                                  |
| D                | Matija Nastasić    | Schalke 04          | definitivo (9,5 mln €)                                                 |
| D                | Karim Rekik        | Olympique Marsiglia | definitivo (5 mln €)                                                   |
| A                | Scott Sinclair     | Aston Villa         | definitivo (3,5 mln €)                                                 |
| A                | Stevan Jovetić     | Inter               | prestito biennale oneroso (3 mln €) con obbligo di riscatto (12 mln €) |
| D                | Dedryck Boyata     | Celtic              | definitivo (2 mln €)                                                   |
| C                | James Milner       |                     | svincolato                                                             |
| D                | Micah Richards     |                     | svincolato                                                             |
| A                | John Guidetti      |                     | svincolato                                                             |
| C                | Frank Lampard      | New York City       | fine prestito                                                          |
| Altre operazioni |                    |                     |                                                                        |
| R.               | Nome               | a                   | Modalità                                                               |
| A                | José Ángel Pozo    | Almería             | definitivo (0,5 mln €                                                  |
| A                | Jordy Hiwula       | Huddersfield Town   | definitivo (0,215 mln €)                                               |
| C                | Olivier Ntcham     | Genoa               | prestito biennale                                                      |
| D                | Greg Leigh         |                     | svincolato                                                             |
| D                | Adam Drury         |                     | svincolato                                                             |
| A                | Joe Nuttall        |                     | svincolato                                                             |
| A                | Devante Cole       |                     | svincolato                                                             |
| C                | Martin Samuelsen   |                     | svincolato                                                             |
| C                | Seko Fofana        | Bastia              | prestito                                                               |
| D                | Angeliño           | New York City       | prestito (fino all' 1/1)                                               |
| A                | Enes Ünal          | Genk                | prestito (fino all' 1/2)                                               |
| C                | Jack Byrne         | Cambuur             | prestito                                                               |
| C                | Dominic Oduro      |                     | svincolato                                                             |
| A                | Thomas Agyepong    | Twente              | prestito                                                               |
| A                | Godsway Donyoh     | Falkenberg          | prestito                                                               |
| D                | Shay Facey         | New York City       | prestito (fino all'1/1)                                                |
| A                | Yaw Yeboah         | Lilla               | prestito                                                               |
| A                | Rubén Sobrino      | Girona              | prestito                                                               |
| D                | Florian Lejeune    | Girona              | prestito                                                               |
| D                | Chidiebere Nwakali | Girona              | prestito                                                               |

### Trasferimenti tra le due sessioni
| Acquisti | Acquisti        | Acquisti      | Acquisti                 |
| R.       | Nome            | da            | Modalità                 |
| -------- | --------------- | ------------- | ------------------------ |
| C        | Luke Brattan    | svincolato    |                          |
| C        | James Horsfield | Doncaster     | fine prestito            |
| C        | Brandon Barker  | Rotherham Utd | fine prestito            |
| C        | Luke Brattan    | Bolton        | fine prestito anticipata |

| Cessioni | Cessioni        | Cessioni      | Cessioni                 |
| R.       | Nome            | a             | Modalità                 |
| -------- | --------------- | ------------- | ------------------------ |
| C        | James Horsfield | Doncaster     | prestito (fino al 27/10) |
| C        | George Evans    | Walsall       | prestito (fino al 10/1)  |
| C        | Luke Brattan    | Bolton        | prestito (fino al 21/12) |
| C        | Bruno Zuculini  | Middlesbrough | prestito (fino al 2/1)   |
| C        | Brandon Barker  | Rotherham Utd | prestito (fino al 15/12) |
| P        | Ian Lawlor      | Barnet        | prestito (fino all'11/1) |

### Sessione invernale(dal 2/1 all'1/2)
| Acquisti | Acquisti        | Acquisti      | Acquisti                 |
| R.       | Nome            | da            | Modalità                 |
| -------- | --------------- | ------------- | ------------------------ |
| D        | Angeliño        | New York City | fine prestito            |
| D        | Shay Facey      | New York City | fine prestito            |
| C        | Bruno Zuculini  | Middlesbrough | fine prestito            |
| C        | George Evans    | Walsall       | fine prestito            |
| P        | Ian Lawlor      | Barnet        | fine prestito            |
| C        | Anthony Cáceres | C.C. Mariners | definitivo (0,32 mln €)  |
| A        | Enes Ünal       | Genk          | fine prestito anticipata |

| Cessioni | Cessioni        | Cessioni       | Cessioni                      |
| R.       | Nome            | a              | Modalità                      |
| -------- | --------------- | -------------- | ----------------------------- |
| D        | Shay Facey      | Rotherham Utd  | prestito                      |
| P        | Ian Lawlor      | Bury           | prestito                      |
| D        | Pablo Maffeo    | Girona         | prestito                      |
| C        | Anthony Cáceres | Melbourne City | prestito (fino all'8/4)       |
| C        | George Evans    | Reading        | definitivo                    |
| C        | Patrick Roberts | Celtic         | prestito (fino a giugno 2017) |
| A        | Enes Ünal       | NAC Breda      | prestito                      |
| C        | Bruno Zuculini  | AEK Atene      | prestito                      |

## Risultati

### Barclays Premier League
| Arbitro: | Mike Dean |

|  |           |                              |
|  | Marcatori | 9’, 24’ Y. Touré 59’ Kompany |

| Arbitro: | Martin Atkinson |

|                                        |           |  |
| Agüero 31’ Kompany 79’ Fernandinho 85’ | Marcatori |  |

| Arbitro: | Anthony Taylor |

|  |           |                       |
|  | Marcatori | 60’ Kolarov 88’ Nasri |

| Arbitro: | Mark Clattenburg |

|                              |           |  |
| Sterling 47’ Fernandinho 56’ | Marcatori |  |

| Arbitro: | Mike Jones |

|  |           |               |
|  | Marcatori | 90’ Iheanacho |

| Arbitro: | Robert Madley |

|                 |           |                    |
| De Bruyne 45+2’ | Marcatori | 6’ Moses 31’ Sakho |

| Arbitro: | Mark Clattenburg |

|                                               |           |               |
| Dier 45’ Alderweireld 50’ Kane 61’ Lamela 79’ | Marcatori | 25’ De Bruyne |

| Arbitro: | Kevin Friend |

|                                              |           |              |
| Agüero 42’, 49’, 50’, 60’, 62’ De Bruyne 53’ | Marcatori | 18’ Mitrović |

| Arbitro: | Mike Dean |

|                                       |           |            |
| Sterling 7’, 29’, 45+3’ Bony 11’, 89’ | Marcatori | 22’ Murray |

| Manchester 25 ottobre 2015, ore 15:05 CET 10ª giornata | Manchester Utd   | 0 – 0 referto | Manchester City | Old Trafford (75.329 spett.)\| Arbitro: \| Mark Clattenburg \| |
| Arbitro:                                               | Mark Clattenburg |               |                 |                                                                |

| Arbitro: | Robert Madley |

|                                  |           |            |
| Otamendi 67’ Y. Touré 89’ (rig.) | Marcatori | 83’ Jerome |

| Birmingham 8 novembre 2015, ore 14:30 CET 12ª giornata | Aston Villa  | 0 – 0 referto | Manchester City | Villa Park (36.757 spett.)\| Arbitro: \| Craig Pawson \| |
| Arbitro:                                               | Craig Pawson |               |                 |                                                          |

| Arbitro: | Jonathan Moss |

|            |           |                                                       |
| Agüero 44’ | Marcatori | 7’ (aut.) Mangala 23’ Coutinho 32’ Firmino 81’ Škrtel |

| Arbitro: | Roger East |

|                                    |           |          |
| De Bruyne 9’ Delph 20’ Kolarov 69’ | Marcatori | 49’ Long |

| Arbitro: | Martin Atkinson |

|                    |           |  |
| Arnautović 7’, 15’ | Marcatori |  |

| Arbitro: | Robert Madley |

|                          |           |           |
| Bony 26’ Iheanacho 90+2’ | Marcatori | 90’ Gomis |

| Arbitro: | Andre Marriner |

|                          |           |              |
| Walcott 33’ Giroud 45+1’ | Marcatori | 82’ Y. Touré |

| Arbitro: | Anthony Taylor |

|                                                  |           |            |
| Sterling 12’ Y. Touré 17’ Bony 22’ De Bruyne 54’ | Marcatori | 59’ Borini |

| Leicester 29 dicembre 2015, ore 20:45 CET 19ª giornata | Leicester City | 0 – 0 referto | Manchester City | King Power Stadium (32.072 spett.)\| Arbitro: \| Craig Pawson \| |
| Arbitro:                                               | Craig Pawson   |               |                 |                                                                  |

| Arbitro: | Martin Atkinson |

|                    |           |                         |
| Kolarov 55’ (aut.) | Marcatori | 82’ Y. Touré 84’ Agüero |

| Manchester 13 gennaio 2016, ore 20:45 CET 21ª giornata | Manchester City | 0 – 0 referto | Everton | Etihad Stadium (53.796 spett.)\| Arbitro: \| Roger East \| |
| Arbitro:                                               | Roger East      |               |         |                                                            |

| Arbitro: | Jonathan Moss |

|                                     |           |  |
| Delph 22’ Agüero 41’, 68’ Silva 84’ | Marcatori |  |

| Arbitro: | Craig Pawson |

|                  |           |                       |
| Valencia 1’, 56’ | Marcatori | 9’ (rig.), 81’ Agüero |

| Arbitro: | Stuart Attwell |

|  |           |            |
|  | Marcatori | 16’ Agüero |

| Arbitro: | Anthony Taylor |

|            |           |                         |
| Agüero 87’ | Marcatori | 3’, 60’ Huth 48’ Mahrez |

| Arbitro: | Mark Clattenburg |

|               |           |                             |
| Iheanacho 74’ | Marcatori | 53’ (rig.) Kane 83’ Eriksen |

| Arbitro: | Kevin Friend |

|           |           |            |
| Anita 31’ | Marcatori | 14’ Agüero |

| Arbitro: | Martin Atkinson |

|                                    |           |  |
| Lallana 34’ Milner 41’ Firmino 57’ | Marcatori |  |

| Arbitro: | Lee Mason |

|                                           |           |  |
| Y. Touré 48’ Agüero 50’, 60’ Sterling 66’ | Marcatori |  |

| Norwich 12 marzo 2016, ore 13:45 CET 30ª giornata | Norwich City  | 0 – 0 referto | Manchester City | Carrow Road (26.323 spett.)\| Arbitro: \| Jonathan Moss \| |
| Arbitro:                                          | Jonathan Moss |               |                 |                                                            |

| Arbitro: | Michael Oliver |

|  |           |              |
|  | Marcatori | 16’ Rashford |

| Arbitro: | Robert Madley |

|  |           |                                                    |
|  | Marcatori | 7’ Fernando 12’ De Bruyne 19’ Agüero 90+3’ Kolarov |

| Arbitro: | Mike Jones |

|                             |           |              |
| Agüero 19’ (rig.) Nasri 66’ | Marcatori | 6’ Sessègnon |

| Arbitro: | Mike Dean |

|  |           |                             |
|  | Marcatori | 33’, 54’, 80’ (rig.) Agüero |

| Arbitro: | Robert Madley |

|                                                   |           |  |
| Fernando 35’ Agüero 43’ (rig.) Iheanacho 64’, 74’ | Marcatori |  |

| Arbitro: | Andre Marriner |

|                             |           |                    |
| Long 25’ Mané 28’, 57’, 68’ | Marcatori | 44’, 78’ Iheanacho |

| Arbitro: | Anthony Taylor |

|                         |           |                        |
| Agüero 8’ De Bruyne 51’ | Marcatori | 10’ Giroud 68’ Sánchez |

| Arbitro: | Mike Dean |

|            |           |              |
| Ayew 45+1’ | Marcatori | 5’ Iheanacho |

### FA Cup
| Arbitro: | Mike Dean |

|  |           |                                        |
|  | Marcatori | 16’ Agüero 31’ Iheanacho 78’ De Bruyne |

| Arbitro: | Mike Jones |

|  |           |                                            |
|  | Marcatori | 4’, 24’ (rig.), 74’ Iheanacho 76’ Sterling |

| Arbitro: | Andre Marriner |

|                                                           |           |             |
| D. Costa 35’ Willian 48’ Cahill 53’ Hazard 67’ Traoré 89’ | Marcatori | 37’ Faupala |

### Football League Cup
| Arbitro: | Roger East |

|              |           |                                                                |
| Toivonen 83’ | Marcatori | 9’ (rig.) Agüero 25’ De Bruyne 33’ (aut.) Mannone 36’ Sterling |

| Arbitro: | Paul Tierney |

|                                                                       |           |             |
| Bony 22’ De Bruyne 44’ Iheanacho 59’ Y. Touré 76’ (rig.) Garcia 90+3’ | Marcatori | 89’ Delaney |

| Arbitro: | Neil Swarbrick |

|                                           |           |                 |
| Bony 12’ Iheanacho 80’ De Bruyne 83’, 87’ | Marcatori | 90+3’ Robertson |

| Arbitro: | Robert Madley |

|                             |           |           |
| Funes Mori 45+1’ Lukaku 78’ | Marcatori | 76’ Navas |

| Arbitro: | Martin Atkinson |

|                                          |           |             |
| Fernandinho 24’ De Bruyne 70’ Agüero 76’ | Marcatori | 18’ Barkley |

| Arbitro: | Michael Oliver |

|                            |                      |                                   |
| Coutinho 83’               | Marcatori            | 49’ Fernandinho                   |
| Can Leiva Coutinho Lallana | Tiri di rigore 1 – 3 | Fernandinho Navas Agüero Y. Touré |

### UEFA Champions League

#### Fase a gironi
| Arbitro: | Damir Skomina |

|                      |           |                          |
| Chiellini 57’ (aut.) | Marcatori | 70’ Mandžukić 81’ Morata |

| Arbitro: | Clément Turpin |

|            |           |                                  |
| Stindl 54’ | Marcatori | 65’ Demichelis 90’ (rig.) Agüero |

| Arbitro: | Bas Nijhuis |

|                                 |           |                 |
| Rami 36’ (aut.) De Bruyne 90+1’ | Marcatori | 30’ Konoplyanka |

| Arbitro: | Svein Oddvar Moen |

|                 |           |                                      |
| Trémoulinas 25’ | Marcatori | 8’ Sterling 11’ Fernandinho 36’ Bony |

| Arbitro: | Felix Brych |

|               |           |  |
| Mandžukić 18’ | Marcatori |  |

| Arbitro: | Danny Makkelie |

|                                      |           |                      |
| Silva 16’ Sterling 80’, 81’ Bony 85’ | Marcatori | 19’ Korb 43’ Raffael |

#### Fase ad eliminazione diretta
| Arbitro: | Antonio Mateu Lahoz |

|               |           |                                   |
| Buyalskiy 59’ | Marcatori | 15’ Agüero 40’ Silva 90’ Y. Touré |

| Manchester 15 marzo 2016, ore 20:45 CET Ottavi di finale - Ritorno | Manchester City | 0 – 0 referto | Dinamo Kiev | Etihad Stadium (43.630 spett.)\| Arbitro: \| Ovidiu Hațegan \| |
| Arbitro:                                                           | Ovidiu Hațegan  |               |             |                                                                |

| Arbitro: | Milorad Mažić |

|                            |           |                               |
| Ibrahimović 41’ Rabiot 59’ | Marcatori | 38’ De Bruyne 72’ Fernandinho |

| Arbitro: | Carlos Velasco Carballo |

|               |           |  |
| De Bruyne 76’ | Marcatori |  |

| Manchester 26 aprile 2016, ore 20:45 CEST Semifinale - Andata | Manchester City | 0 – 0 referto | Real Madrid | Etihad Stadium (52.221 spett.)\| Arbitro: \| Cüneyt Çakır \| |
| Arbitro:                                                      | Cüneyt Çakır    |               |             |                                                              |

| Arbitro: | Damir Skomina |

|                     |           |  |
| Fernando 20’ (aut.) | Marcatori |  |

## Statistiche

### Statistiche di squadra
| Competizione     | Punti | In casa | In casa | In casa | In casa | In casa | In casa | In trasferta | In trasferta | In trasferta | In trasferta | In trasferta | In trasferta | Totale | Totale | Totale | Totale | Totale | Totale | DR  |
| Competizione     | Punti | G       | V       | N       | P       | Gf      | Gs      | G            | V            | N            | P            | Gf           | Gs           | G      | V      | N      | P      | Gf     | Gs     | DR  |
| ---------------- | ----- | ------- | ------- | ------- | ------- | ------- | ------- | ------------ | ------------ | ------------ | ------------ | ------------ | ------------ | ------ | ------ | ------ | ------ | ------ | ------ | --- |
| Premier League   | 66    | 19      | 12      | 2       | 5       | 47      | 21      | 19           | 7            | 7            | 5            | 24           | 20           | 38     | 19     | 9      | 10     | 71     | 41     | +30 |
| FA Cup           | -     | 0       | 0       | 0       | 0       | 0       | 0       | 3            | 2            | 0            | 1            | 8            | 5            | 3      | 2      | 0      | 1      | 8      | 5      | +3  |
| League Cup       | -     | 3       | 3       | 0       | 0       | 12      | 3       | 2            | 1            | 0            | 1            | 5            | 3            | 6      | 4      | 1      | 1      | 18     | 7      | +11 |
| Champions League | 12    | 6       | 3       | 2       | 1       | 8       | 5       | 6            | 3            | 1            | 2            | 10           | 7            | 12     | 6      | 3      | 3      | 18     | 12     | +6  |
| Totale           | -     | 28      | 18      | 4       | 6       | 67      | 29      | 30           | 13           | 8            | 9            | 47           | 35           | 59     | 31     | 13     | 15     | 115    | 65     | +50 |

### Andamento in campionato
| Giornata  | 1 | 2 | 3 | 4 | 5 | 6 | 7 | 8 | 9 | 10 | 11 | 12 | 13 | 14 | 15 | 16 | 17 | 18 | 19 | 20 | 21 | 22 | 23 | 24 | 25 | 26 | 27 | 28 | 29 | 30 | 31 | 32 | 33 | 34 | 35 | 36 | 37 | 38 |
| --------- | - | - | - | - | - | - | - | - | - | -- | -- | -- | -- | -- | -- | -- | -- | -- | -- | -- | -- | -- | -- | -- | -- | -- | -- | -- | -- | -- | -- | -- | -- | -- | -- | -- | -- | -- |
| Luogo     | T | C | T | C | T | C | T | C | C | T  | C  | T  | C  | C  | T  | C  | T  | C  | T  | T  | C  | C  | T  | T  | C  | C  | T  | T  | C  | T  | C  | T  | C  | T  | C  | T  | C  | T  |
| Risultato | V | V | V | V | V | P | P | V | V | N  | V  | N  | P  | V  | P  | V  | P  | V  | N  | V  | N  | V  | N  | V  | P  | P  | N  | P  | V  | N  | P  | V  | V  | V  | V  | P  | N  | N  |
| Posizione | 1 | 1 | 1 | 1 | 1 | 1 | 2 | 1 | 1 | 1  | 1  | 1  | 3  | 1  | 3  | 3  | 3  | 3  | 3  | 3  | 3  | 3  | 2  | 2  | 4  | 4  | 4  | 4  | 4  | 4  | 4  | 4  | 4  | 3  | 3  | 4  | 4  | 4  |

Fonte:  Premier League – Classifiche, su sport.sky.it, sport.sky.it (archiviato dall'url originale il 5 gennaio 2016).
Legenda:

Luogo: C = Casa; T = Trasferta. Risultato: V = Vittoria; N = Pareggio; P = Sconfitta.

### Statistiche dei giocatori
In corsivo i giocatori che hanno lasciato la squadra a stagione già iniziata.
| Giocatore     | Premier League | Premier League | Premier League | Premier League | FA Cup   | FA Cup | FA Cup      | FA Cup     | League Cup | League Cup | League Cup  | League Cup | Champions League | Champions League | Champions League | Champions League | Totale   | Totale | Totale      | Totale     |
| Giocatore     | Presenze       | Reti           | Ammonizioni    | Espulsioni     | Presenze | Reti   | Ammonizioni | Espulsioni | Presenze   | Reti       | Ammonizioni | Espulsioni | Presenze         | Reti             | Ammonizioni      | Espulsioni       | Presenze | Reti   | Ammonizioni | Espulsioni |
| ------------- | -------------- | -------------- | -------------- | -------------- | -------- | ------ | ----------- | ---------- | ---------- | ---------- | ----------- | ---------- | ---------------- | ---------------- | ---------------- | ---------------- | -------- | ------ | ----------- | ---------- |
| T. Adarabioyo | 0              | 0              | 0              | 0              | 1        | 0      | 0           | 0          | 0          | 0          | 0           | 0          | 0                | 0                | 0                | 0                | 1        | 0      | 0           | 0          |
| S. Agüero     | 30             | 24             | 1              | 0              | 1        | 1      | 0           | 0          | 4          | 2          | 0           | 0          | 9                | 2                | 0                | 0                | 44       | 29     | 1           | 0          |
| Angeliño      | 0              | 0              | 0              | 0              | 1        | 0      | 0           | 0          | 0          | 0          | 0           | 0          | 0                | 0                | 0                | 0                | 1        | 0      | 0           | 0          |
| W. Caballero  | 4              | -5             | 0              | 0              | 3        | -5     | 0           | 0          | 6          | -7         | 0           | 0          | 1                | -0               | 0                | 0                | 14       | -17    | 0           | 0          |
| B. Barker     | 0              | 0              | 0              | 0              | 1        | 0      | 0           | 0          | 0          | 0          | 0           | 0          | 0                | 0                | 0                | 0                | 1        | 0      | 0           | 0          |
| W. Bony       | 26             | 4              | 1              | 0              | 0        | 0      | 0           | 0          | 3          | 2          | 0           | 0          | 5                | 2                | 1                | 0                | 34       | 8      | 2           | 0          |
| B. Celina     | 1              | 0              | 0              | 0              | 3        | 0      | 0           | 0          | 0          | 0          | 0           | 0          | 0                | 0                | 0                | 0                | 4        | 0      | 0           | 0          |
| G. Clichy     | 14             | 0              | 0              | 0              | 2        | 0      | 0           | 0          | 4          | 0          | 0           | 0          | 8                | 0                | 1                | 0                | 28       | 0      | 1           | 0          |
| K. De Bruyne  | 25             | 7              | 2              | 0              | 1        | 1      | 0           | 0          | 5          | 5          | 0           | 0          | 10               | 3                | 1                | 0                | 41       | 16     | 3           | 0          |
| F. Delph      | 17             | 2              | 0              | 0              | 2        | 0      | 0           | 0          | 3          | 0          | 1           | 0          | 5                | 0                | 0                | 0                | 27       | 2      | 1           | 0          |
| M. Demichelis | 20             | 0              | 3              | 0              | 2        | 0      | 1           | 0          | 5          | 0          | 1           | 0          | 4                | 0                | 0                | 0                | 31       | 0      | 5           | 0          |
| J. Denayer    | 0              | 0              | 0              | 0              | 0        | 0      | 0           | 0          | 0          | 0          | 0           | 0          | 0                | 0                | 0                | 0                | 0        | 0      | 0           | 0          |
| E. Džeko      | 0              | 0              | 0              | 0              | 0        | 0      | 0           | 0          | 0          | 0          | 0           | 0          | 0                | 0                | 0                | 0                | 0        | 0      | 0           | 0          |
| G. Evans      | 0              | 0              | 0              | 0              | 0        | 0      | 0           | 0          | 1          | 0          | 0           | 0          | 0                | 0                | 0                | 0                | 1        | 0      | 0           | 0          |
| D. Faupala    | 0              | 0              | 0              | 0              | 1        | 0      | 0           | 0          | 0          | 0          | 0           | 0          | 0                | 0                | 0                | 0                | 1        | 0      | 0           | 0          |
| Fernandinho   | 33             | 2              | 8              | 0              | 1        | 0      | 0           | 0          | 4          | 2          | 0           | 0          | 12               | 2                | 2                | 0                | 50       | 6      | 10          | 0          |
| Fernando      | 24             | 2              | 4              | 0              | 3        | 0      | 0           | 0          | 5          | 0          | 1           | 0          | 10               | 0                | 2                | 0                | 42       | 2      | 7           | 0          |
| A. García     | 0              | 0              | 0              | 0              | 1        | 0      | 0           | 0          | 0          | 0          | 0           | 0          | 0                | 0                | 0                | 0                | 1        | 0      | 0           | 0          |
| M. Garcia     | 1              | 0              | 0              | 0              | 1        | 0      | 0           | 0          | 2          | 1          | 0           | 0          | 0                | 0                | 0                | 0                | 4        | 1      | 0           | 0          |
| J. Hart       | 35             | -36            | 0              | 0              | 0        | -0     | 0           | 0          | 0          | -0         | 0           | 0          | 12               | -12              | 0                | 0                | 47       | -48    | 0           | 0          |
| C. Humphreys  | 0              | 0              | 0              | 0              | 2        | 0      | 0           | 0          | 0          | 0          | 0           | 0          | 0                | 0                | 0                | 0                | 2        | 0      | 0           | 0          |
| K. Iheanacho  | 26             | 8              | 1              | 0              | 3        | 4      | 0           | 0          | 2          | 2          | 0           | 0          | 4                | 0                | 0                | 0                | 35       | 14     | 1           | 0          |
| A. Kolarov    | 29             | 3              | 3              | 0              | 2        | 0      | 0           | 0          | 2          | 0          | 1           | 0          | 6                | 0                | 0                | 0                | 39       | 3      | 4           | 0          |
| V. Kompany    | 14             | 2              | 5              | 0              | 0        | 0      | 0           | 0          | 1          | 0          | 1           | 0          | 7                | 0                | 0                | 0                | 22       | 2      | 6           | 0          |
| M. Lopes      | 0              | 0              | 0              | 0              | 0        | 0      | 0           | 0          | 0          | 0          | 0           | 0          | 0                | 0                | 0                | 0                | 0        | 0      | 0           | 0          |
| E. Mangala    | 23             | 0              | 8              | 0              | 0        | 0      | 0           | 0          | 3          | 0          | 1           | 0          | 7                | 0                | 1                | 0                | 33       | 0      | 10          | 0          |
| S. Nasri      | 12             | 2              | 3              | 0              | 0        | 0      | 0           | 0          | 0          | 0          | 0           | 0          | 1                | 0                | 0                | 0                | 13       | 2      | 3           | 0          |
| J. Navas      | 34             | 0              | 1              | 0              | 2        | 0      | 0           | 0          | 6          | 1          | 0           | 0          | 10               | 0                | 2                | 0                | 52       | 1      | 3           | 0          |
| N. Otamendi   | 30             | 1              | 9              | 0              | 2        | 0      | 0           | 0          | 5          | 0          | 2           | 0          | 12               | 0                | 3                | 0                | 49       | 1      | 14          | 0          |
| P. Roberts    | 1              | 0              | 0              | 0              | 0        | 0      | 0           | 0          | 2          | 0          | 0           | 0          | 0                | 0                | 0                | 0                | 3        | 0      | 0           | 0          |
| B. Sagna      | 28             | 0              | 4              | 0              | 1        | 0      | 0           | 0          | 5          | 0          | 0           | 0          | 11               | 0                | 1                | 0                | 45       | 0      | 5           | 0          |
| D. Silva      | 24             | 1              | 1              | 0              | 0        | 0      | 0           | 0          | 4          | 0          | 0           | 0          | 8                | 2                | 1                | 0                | 36       | 3      | 2           | 0          |
| R. Sterling   | 31             | 6              | 1              | 0              | 2        | 1      | 1           | 0          | 4          | 1          | 0           | 0          | 10               | 3                | 0                | 0                | 47       | 11     | 2           | 0          |
| Y. Touré      | 32             | 7              | 3              | 0              | 0        | 0      | 0           | 0          | 5          | 1          | 1           | 0          | 10               | 1                | 0                | 0                | 47       | 9      | 4           | 0          |
| R. Wright     | 0              | -0             | 0              | 0              | 0        | -0     | 0           | 0          | 0          | -0         | 0           | 0          | 0                | -0               | 0                | 0                | 0        | -0     | 0           | 0          |
| P. Zabaleta   | 13             | 0              | 3              | 0              | 3        | 0      | 1           | 0          | 3          | 0          | 0           | 0          | 3                | 0                | 0                | 0                | 22       | 0      | 4           | 0          |
| B. Zuculini   | 0              | 0              | 0              | 0              | 0        | 0      | 0           | 0          | 0          | 0          | 0           | 0          | 0                | 0                | 0                | 0                | 0        | 0      | 0           | 0          |